# Physoceras bellum
Physoceras bellum är en orkidéart som beskrevs av Rudolf Schlechter. Physoceras bellum ingår i släktet Physoceras och familjen orkidéer. Inga underarter finns listade i Catalogue of Life.